# NGC 4757
NGC 4757 је лентикуларна галаксија у сазвежђу Девица која се налази на NGC листи објеката дубоког неба.
Деклинација објекта је - 10° 18' 39" а ректасцензија 12h 52m 49,9s. Привидна величина (магнитуда) објекта NGC 4757 износи 14,1 а фотографска магнитуда 15,1. NGC 4757 је још познат и под ознакама MCG -2-33-40, PGC 43715.